# バルトロメオ・マンフレディ
バルトロメオ・マンフレディ（Bartolomeo Manfredi、1582年8月25日（洗礼日）- 1622年12月12日）はイタリアの画家である。バロック絵画の形成に大きな影響を与えたカラヴァッジオのスタイルを信奉したカラヴァッジョ派(Caravaggismo)の画家の一人である。

## 略歴
現在のロンバルディア州クレモナ県のオスティアーノに生まれた。1595年にマントヴァでポマランチェの出身のためポマランチオ(Pomarancio)と呼ばれた画家のニッコロ・チルチニャーニ(Niccolò Circignani)と知り合い、チルチニャーニから絵を学んだとされる。チルチニャーニに勧められてローマに出たと考えられるがその年代は知られていない。
カラヴァッジオは1600年頃、ローマでその作品が大きな評判になった後、1606年に傷害事件を起こし、ローマから逃亡し、1610年にはトスカーナで病死するが、多くの画家に影響を与えた。マンフレディもそのスタイルを受け継いだ一人となった。1610年までにマンフレディによって描かれた『クピドの懲罰』にカラヴァッジオのスタイルは表れている。フランスやフランドルからローマに修業に来た画家の間に、マンフレディを通してカラヴァッジオのスタイルが広がっていった。フランドル出身の画家、ニコラ・レニエやヘラルト・セーヘルス、フランス出身のヴァランタン・ド・ブーローニュらはマンフレディに学んだ。
1622年にローマで没した。

## 作品

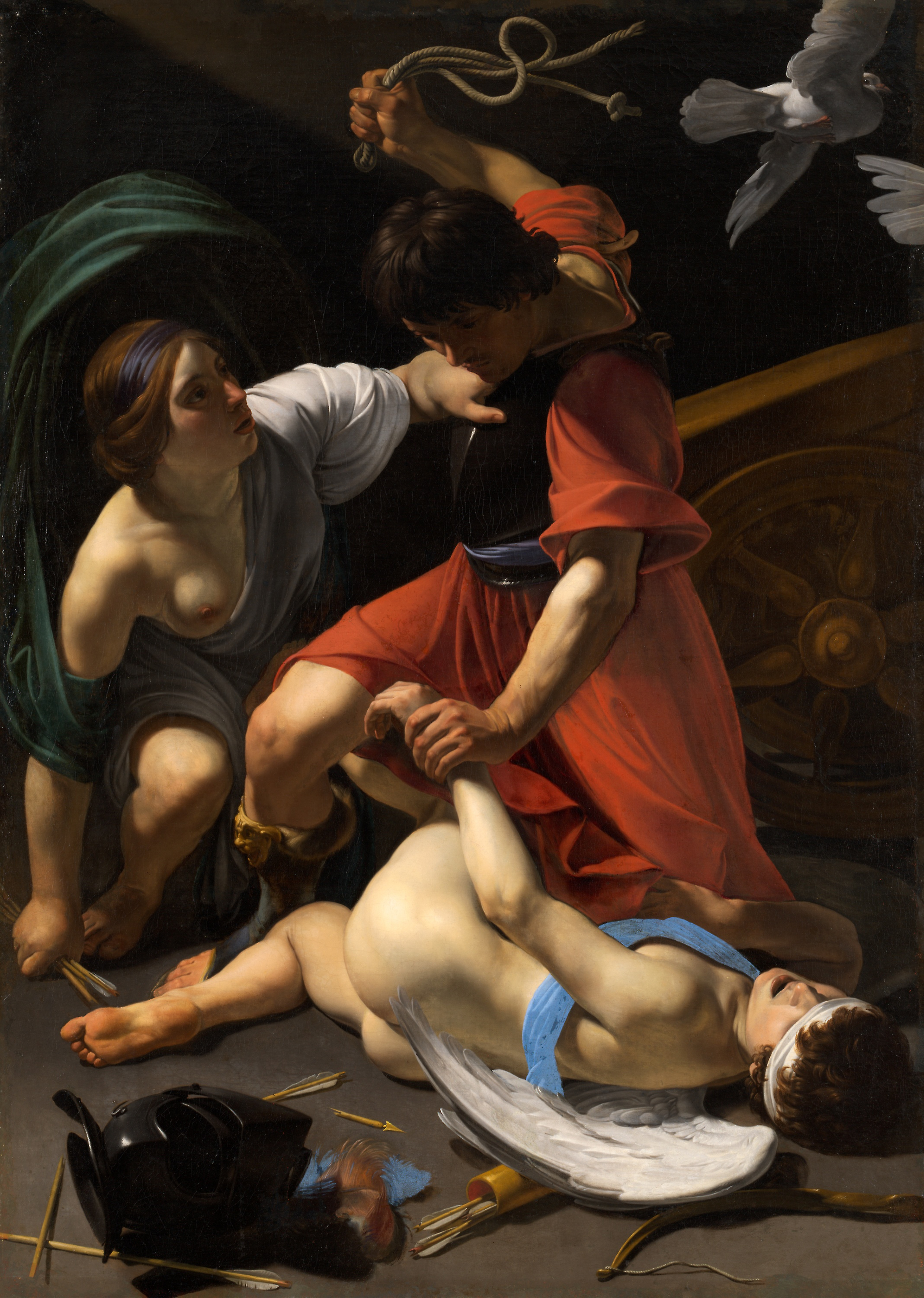
『クピドの懲罰』(1605/1610年)
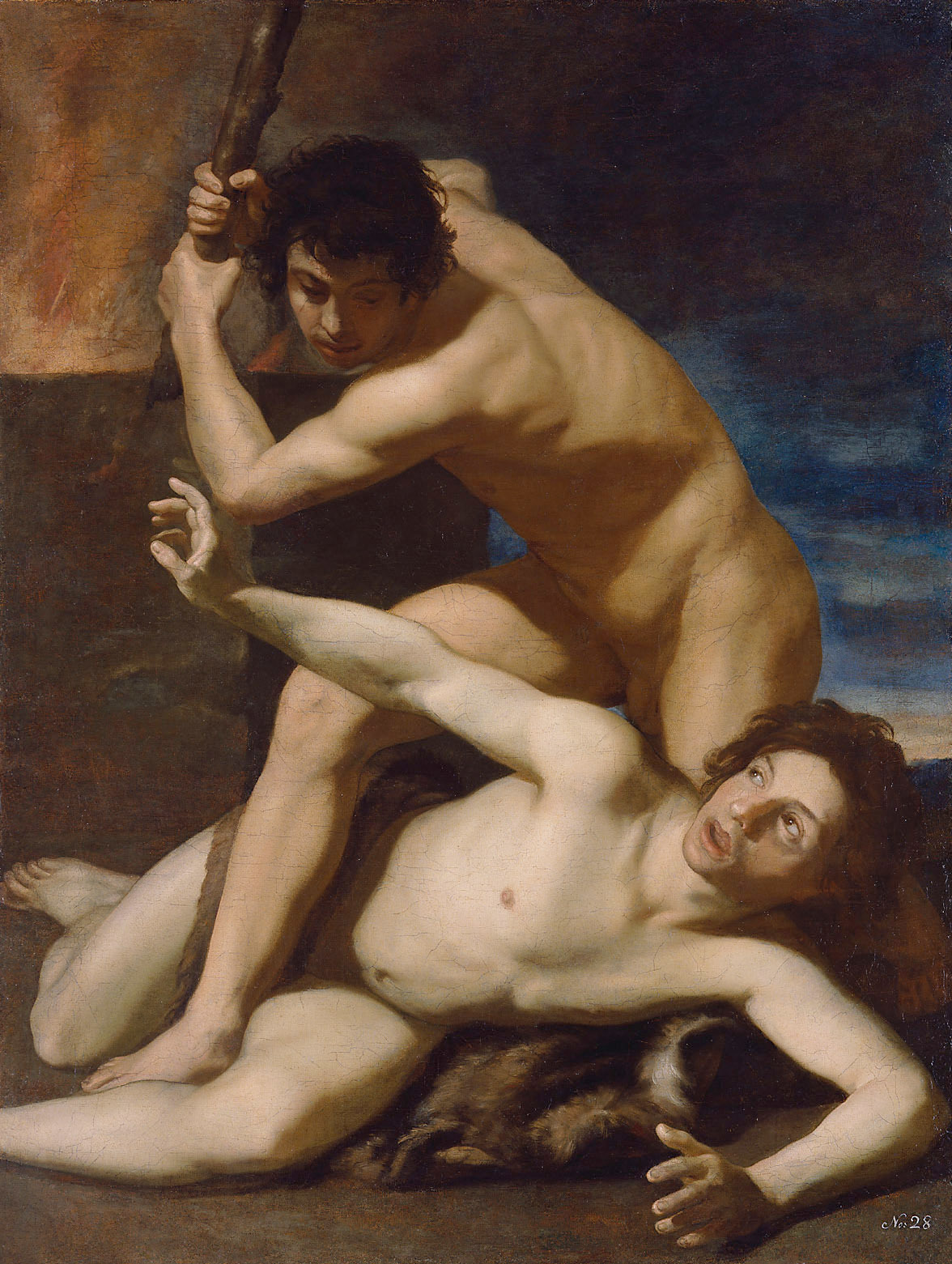
『アベルを殺すカイン』(1610年頃) 美術史美術館、ウィーン
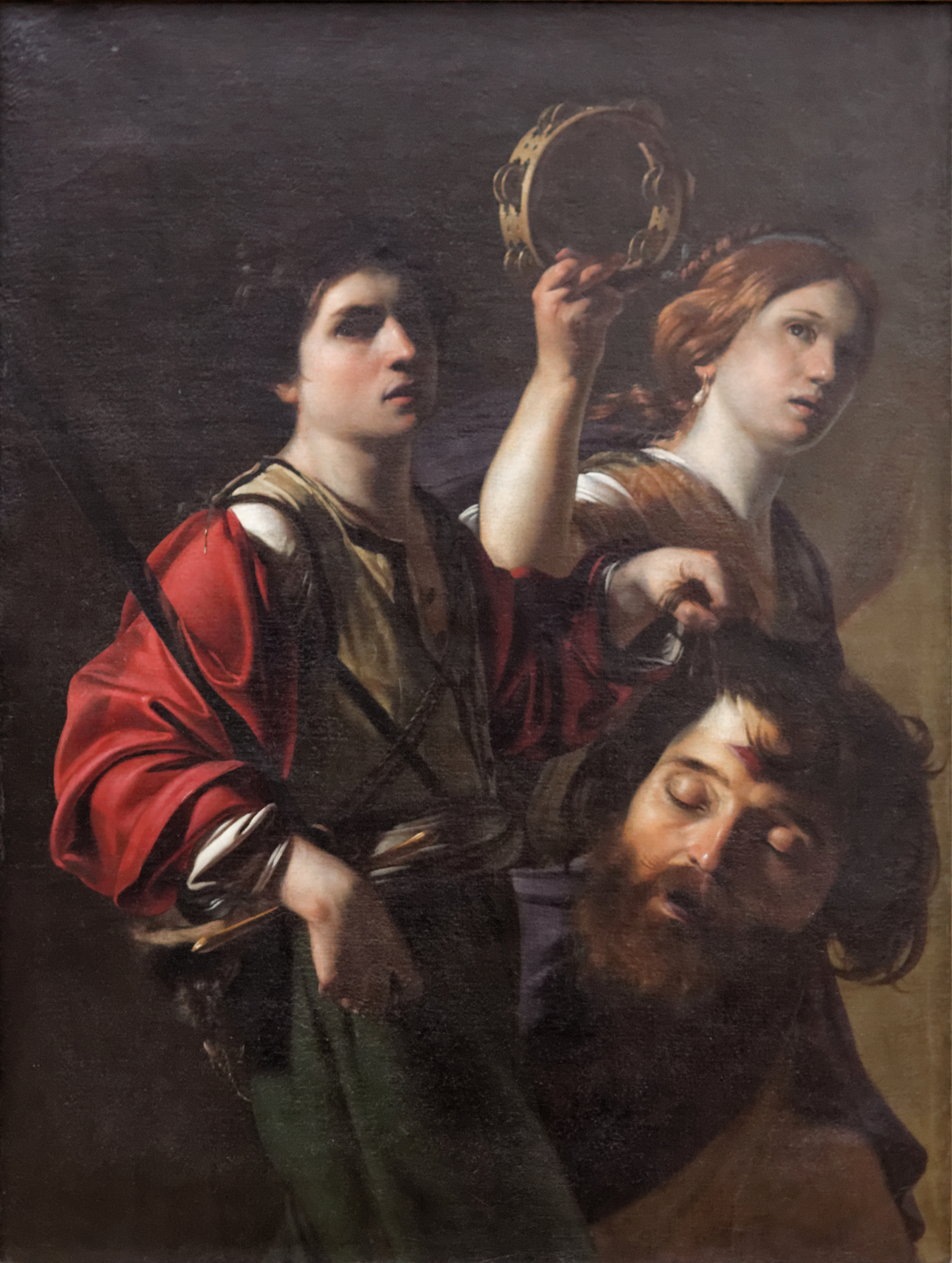
『ダヴィデの勝利』(1615年頃) ルーヴル美術館、パリ
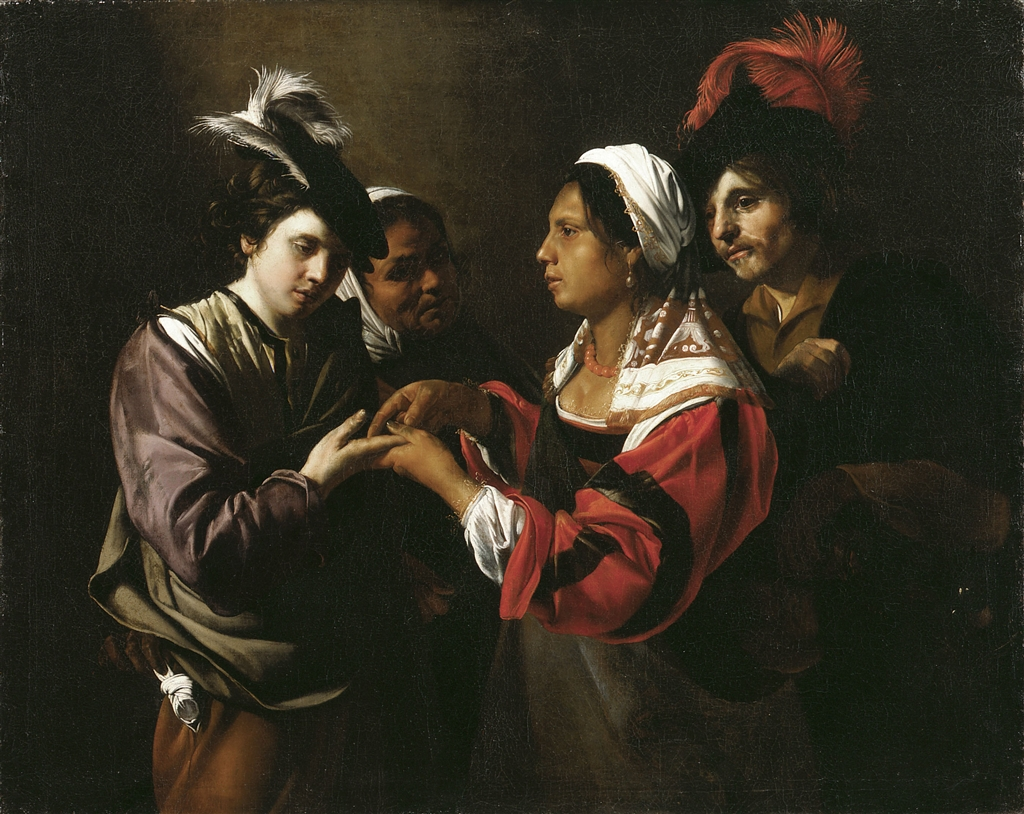
『女占い師』(1616-1617年頃) デトロイト美術館
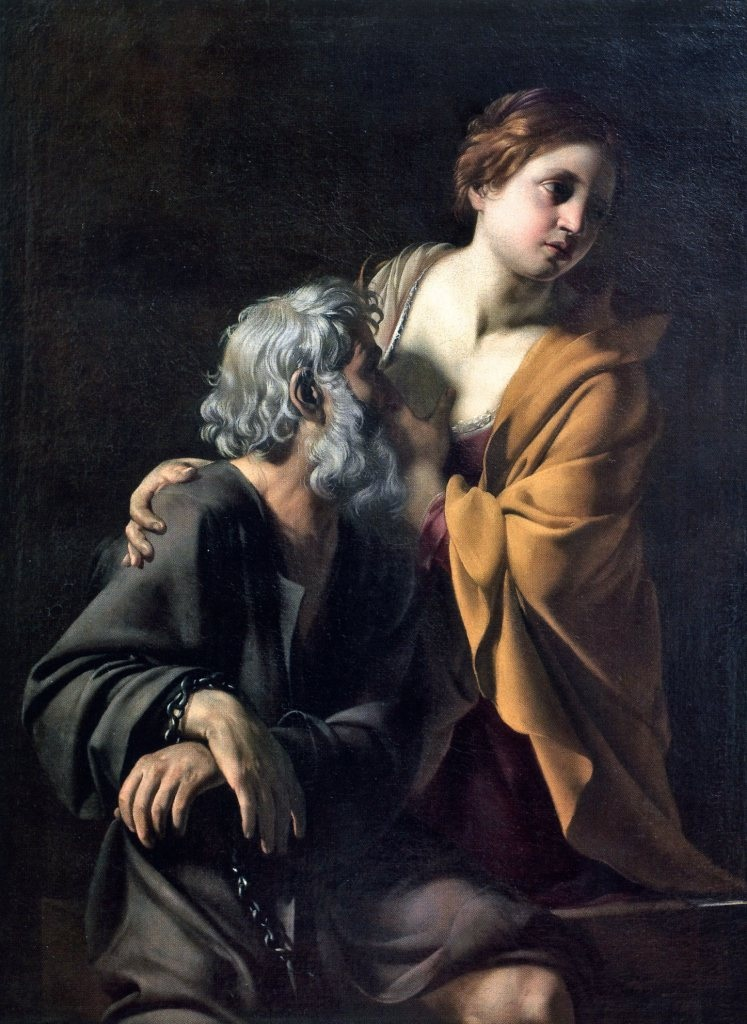
『ローマの慈愛』(1620年頃) ウフィツィ美術館、フィレンツェ